# Ramy Hisham Rabia
Ramy Hisham Abdel Aziz Rabia (ar. رامي ربيعة; ur. 20 maja 1993 w Kairze) – egipski piłkarz grający na pozycji środkowego lub prawego obrońcy. Od 2015 jest zawodnikiem klubu Al-Ahly Kair.

## Kariera piłkarska
Swoją karierę piłkarską Rabia rozpoczął w klubie Al-Ahly Kair. W 2010 roku awansował do pierwszego zespołu. 21 grudnia 2010 zadebiutował w jego barwach w pierwszej lidze egipskiej w wygranym 2:1 domowym meczu z Haras El-Hodood SC. W sezonach 2010/2011, 2011/2012 i 2013/2014 wywalczył z Al-Ahly trzy mistrzostwa Egiptu, a w sezonie 2012/2013 został wicemistrzem tego kraju. W 2012 i 2013 roku dwukrotnie z rzędy wygrał z Al-Ahly rozgrywki Ligi Mistrzów. W 2013 i 2014 zdobył Superpuchar Afryki.
Latem 2014 roku Rabia odszedł do Sportingu CP, ale został zawodnikiem rezerw tego klubu. 27 sierpnia 2014 zadebiutował w nich w drugiej lidze portugalskiej w zwycięskim 3:0 domowym spotkaniu z Desportivo Aves. W Sportingu grał przez rok.
W 2015 roku Rabia wrócił do Al-Ahly Kair. W sezonie 2015/2016 został z nim mistrzem Egiptu.
| Sezon   | Klub          | Kraj       | Rozgrywki    | Mecze | Gole |
| ------- | ------------- | ---------- | ------------ | ----- | ---- |
| 2010/11 | Al-Ahly Kair  | Egipt      | I liga       | 6     | 0    |
| 2011/12 | Al-Ahly Kair  | Egipt      | I liga       | 2     | 0    |
| 2012/13 | Al-Ahly Kair  | Egipt      | I liga       | 8     | 1    |
| 2013/14 | Al-Ahly Kair  | Egipt      | I liga       | 10    | 1    |
| 2014/15 | Sporting CP B | Portugalia | Segunda Liga | 21    | 0    |
| 2015/16 | Al-Ahly Kair  | Egipt      | I liga       | 25    | 4    |
| 2016/17 | Al-Ahly Kair  | Egipt      | I liga       |       |      |

## Kariera reprezentacyjna
W reprezentacji Egiptu Rabia zadebiutował 28 grudnia 2012 roku w wygranym 2:0 towarzyskim meczu z Katarem.